# 2. ŽNL Dubrovačko-neretvanska 2015./16.
2. ŽNL Dubrovačko-neretvanska u sezoni 2015./16. je predstavljala drugi rang županijske lige u Dubrovačko-neretvanskoj županiji, te ligu petog ranga hrvatskog nogometnog prvenstva. 
Sudjelovalo je sedam klubova, a prvak je bio Omladinac iz Lastova.

## Sustav natjecanja
Sedam klubova je igralo dvokružnim liga-sustavom (14 kola, 12 utakmica po momčadi).

## Momčadi
- Enkel – Popovići
- Faraon – Trpanj
- Omladinac – Lastovo
- Ponikve[1] – Ponikve
- Putniković – Putniković
- Rat – Kuna Pelješka
- SOŠK 1919 – Ston
- Žrnovo – Žrnovo

## Ljestvica
| Poz. | Momčad                | U  | P  | N | I | G+ | G– | G+/– | Bod. | Nastavak natjecanja ili ispadanje |
| ---- | --------------------- | -- | -- | - | - | -- | -- | ---- | ---- | --------------------------------- |
| 1.   | Omladinac Lastovo (P) | 11 | 10 | 1 | 0 | 44 | 8  | +36  | 31   | 1. ŽNL                            |
| 2.   | Žrnovo                | 11 | 7  | 1 | 3 | 25 | 13 | +12  | 22   | 1. ŽNL                            |
| 3.   | Faraon                | 11 | 6  | 1 | 4 | 21 | 15 | +6   | 19   |                                   |
| 4.   | Enkel                 | 11 | 3  | 2 | 6 | 24 | 31 | −7   | 11   |                                   |
| 5.   | Putniković            | 11 | 3  | 1 | 7 | 22 | 23 | −1   | 10   |                                   |
| 6.   | SOŠK 1919 Ston        | 11 | 3  | 0 | 8 | 19 | 44 | −25  | 9    |                                   |
| 7.   | Rat                   | 6  | 1  | 0 | 5 | 4  | 25 | −21  | 3    | Odustao od natjecanja             |

## Rezultatska križaljka
| kratica | klub              | ENK | FAR | OML | PUT | SOŠK | ŽRN | RAT | PON |
| --- | ----------------- | --- | --- | --- | --- | ---- | --- | --- | --- |
| ENK | Enkel Popovići    |     | 1:3 | 3:3 | 2:1 | 7:3  | 2:2 |     |     |
| FAR | Faraon Trpanj     | 3:1 |     | 1:4 | 2:2 | 2:0  | 1:2 | 4:0 |     |
| OML | Omladinac Lastovo | 3:0 | 2:0 |     | 4:1 | 9:2  | 3:0 | 3:0 |     |
| PUT | Putniković        | 4:2 | 1:2 | 1:3 |     | 0:3  | 1:2 | 3:0 |     |
| SOŠK | SOŠK Ston         | 3:4 | 0:3 | 0:7 | 0:8 |      | 3:0 |     |     |
| ŽRN | Žrnovo            | 3:0 | 2:0 | 0:3 | 3:0 | 3:0  |     | 8:0 |     |
| RAT | Rat Kuna          | 3:2 |     |     |     | 1:5  |     |     |     |
| PON | Ponikve           |     |     |     |     |      |     |     |     |
| |                   |     |     |     |     |      |     |     |     |
| podebljan rezultat - utakmice od 1. do 7. kola (1. utakmica između klubova) rezultat normalne debljine - utakmice od 8. do 14. kola (2. utakmica između klubova) rezultat nakošen - nije vidljiv redoslijed odigravanja međusobnih utakmica iz dostupnih izvora rezultat nakošen i smanjen * - iz dostupnih izvora nije uočljiv domaćin susreta prekrižen rezultat - poništena ili brisana utakmica p - utakmica prekinuta 3:0 p.f. / 0:3 p.f. - rezultat 3:0 bez borbe |                   |     |     |     |     |      |     |     |     |

## Najbolji strijelci
Strijelci 10 ili više pogodaka u sezoni:
| 12 golova - Ivica Barbić (Omladinac) - Pero Saulan (Enkel) |

## Poveznice
- Županijski nogometni savez Dubrovačko-neretvanske županije
- 2. ŽNL Dubrovačko-neretvanska